# Myrmicocrypta buenzlii
Myrmicocrypta buenzlii är en myrart som beskrevs av Borgmeier 1934. Myrmicocrypta buenzlii ingår i släktet Myrmicocrypta och familjen myror. Inga underarter finns listade i Catalogue of Life.